# Miss World 1981
| Data:                | 12 listopada 1981                      |
| Kraj:                | Wielka Brytania                        |
| Miasto:              | Londyn                                 |
| Gala finałowa:       | Royal Albert Hall                      |
| Liczba uczestniczek: | 67                                     |
| Zwyciężczyni:        | Carmen Josefina Leon Crespo, Wenezuela |
| Poprzedniczka:       | Kimberley Santos, Guam                 |
| Następczyni:         | Mariasela Alvarez Lebron, Dominikana   |
| -------------------- | -------------------------------------- |

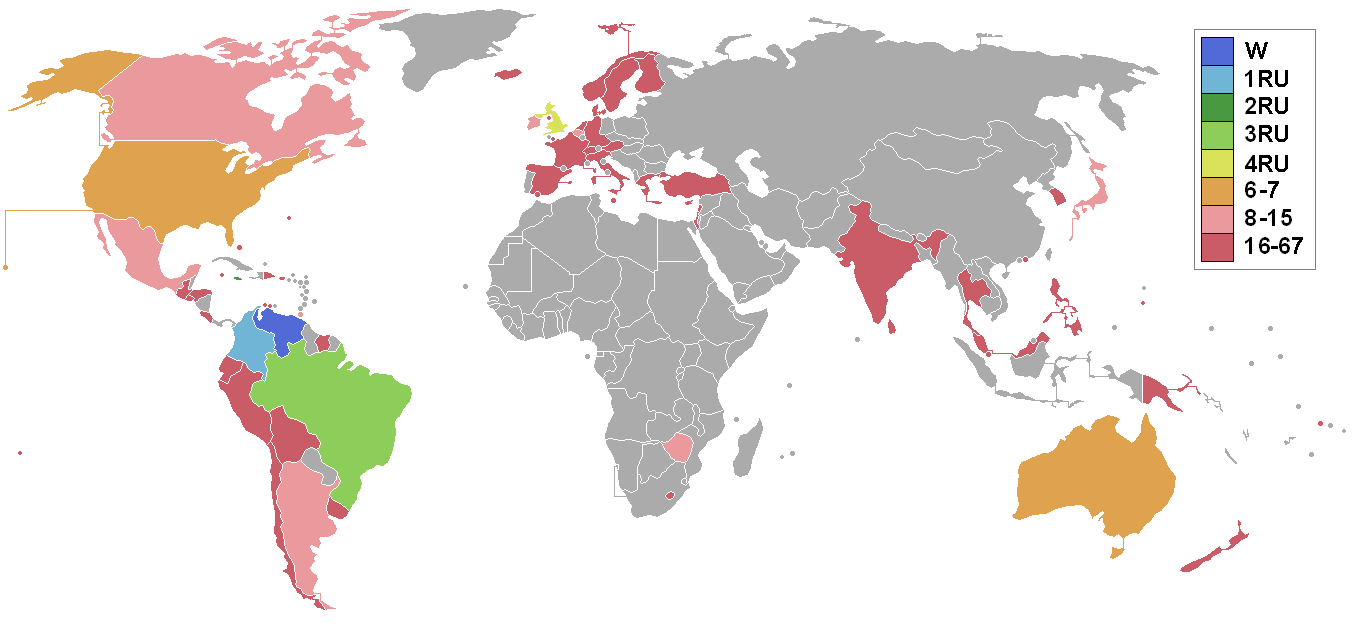
Kraje i terytoria, które wysłały delegacje oraz zajęte miejsce.

31. gala finałowa Miss World odbyła się 12 listopada 1981 w Royal Albert Hall w Londynie. Tytuł Miss World 1981 zdobyła reprezentantka Wenezueli – Carmen Josefina Leon Crespo. Kiedy Irene Sáez przyznano tytuł Miss Universe, uczyniło to Wenezuelę jednym z pierwszych krajów, które zdobyły obydwa tytuły (Miss World i Miss Universe) w tym samym roku (1981). Wenezuela wygrała w konkursie Miss World ponownie w roku 1984, gdzie koronę wywalczyła Astrid Carolina Herrera Irrazábal.  

## Wyniki
| Wyniki finału   | Uczestniczka/Uczestniczki |
| --------------- | --- |
| Miss World 1981 | - Wenezuela – Carmen Josefina Leon Crespo |
| 1. wicemiss     | - Kolumbia – Nini Johanna Soto Gonzalez |
| 2. wicemiss     | - Jamajka – Sandra Angela Cunningham |
| 3. wicemiss     | - Brazylia – Maristela Silva Grazzia |
| 4. wicemiss     | - Wielka Brytania – Michelle Donnelly |
| 5. wicemiss     | - Australia – Melissa Hannan |
| 6. wicemiss     | - Stany Zjednoczone – Lisa Lynn Moss |
| Półfinalistki   | - Argentyna – Ana Helen Natali - Belgia – Dominique van Eeckhoudt - Irlandia – Geraldine Mary McGrory - Japonia – Naomi Kishi - Kanada – Earla Stewart - Meksyk – Doris Pontvianne Espinoza - Trynidad i Tobago – Rachel Ann Thomas - Zimbabwe – Juliet Nyathi |

### Kontynentalne Królowe Piękności
| Kontynent | Uczestniczka                              |
| --------- | ----------------------------------------- |
| Afryka    | - Zimbabwe – Juliet Nyathi                |
| Ameryki   | - Wenezuela – Carmen Josefina Leon Crespo |
| Azja      | - Japonia – Naomi Kishi                   |
| Europa    | - Wielka Brytania – Michele Donnelly      |
| Oceania   | - Australia – Melissa Hannan              |

### Kolejność wyczytywania półfinalistek
- 1. Belgia
- 2. Irlandia
- 3. Wielka Brytania
- 4. Australia
- 5. Japonia
- 6. Zimbabwe
- 7. Argentyna
- 8. Brazylia
- 9. Kanada
- 10. Kolumbia
- 11. Jamajka
- 12. Meksyk
- 13. Trynidad & Tobago
- 14. Stany Zjednoczone
- 15. Wenezuela

### Kolejność wyczytywania finalistek
- 1. Brazylia
- 2. Kolumbia
- 3. Wielka Brytania
- 4. Wenezuela
- 5. Stany Zjednoczone
- 6. Australia
- 7. Jamajka

## Nagrody specjalne
Miss Osobowości – Doris Pontvianne Espinoza (Meksyk)

Miss Fotogeniczności – Melissa Hannan (Australia)

## Uczestniczki
| EUROPA             |                   |                                  |
| Numer Uczestniczki | Państwo           | Uczestniczka                     |
| 01                 | Austria           | Beatrix Kopf                     |
| 02                 | Belgia            | Dominique van Eeckhoudt          |
| 03                 | Cypr              | Elena Andreou                    |
| 04                 | Dania             | Tina Brandstrup                  |
| 05                 | Finlandia         | Pia Irmeli Ann-Marie Nieminen    |
| 06                 | Francja           | Isabelle Sophie Benárd           |
| 07                 | RFN               | Barbara Reimund                  |
| 08                 | Gibraltar         | Yvette Maria Bellido             |
| 09                 | Grecja            | Maria Argirocastritou            |
| 10                 | Holandia          | Saskia Lemmens                   |
| 11                 | Islandia          | Åsdis Eva Hannesdóttir           |
| 12                 | Irlandia          | Geraldine Mary McGrory           |
| 13                 | Wyspa Man         | Nicola Jane Grainger             |
| 14                 | Włochy            | Marisa Tutone                    |
| 15                 | Jersey            | Elizabeth Sarah Walmsley         |
| 16                 | Malta             | Elizabeth Mary Fenech            |
| 17                 | Norwegia          | Anita Nybo                       |
| 18                 | Hiszpania         | Cristina Perez Cottrell          |
| 19                 | Szwecja           | Carita Gustafsson                |
| 20                 | Szwajcaria        | Margit Kilchoer                  |
| 21                 | Turcja            | Aydan Şener                      |
| 22                 | Wielka Brytania   | Michelle Donnelly                |
| OCEANIA            |                   |                                  |
| Numer Uczestniczki | Państwo           | Uczestniczka                     |
| 23                 | Australia         | Melissa Hannan                   |
| 24                 | Guam              | Rebecca Arroyo                   |
| 25                 | Nowa Zelandia     | Raewyn Patricia Marcroft         |
| 26                 | Papua-Nowa Gwinea | Jennfer Abaijah                  |
| 27                 | Tahiti            | Maimiti Kinnander                |
| 28                 | Samoa Zachodnie   | Julianna Curry                   |
| AZJA i AFRYKA      |                   |                                  |
| Numer Uczestniczki | Państwo           | Uczestniczka                     |
| 29                 | Hongkong          | Winnie Chin Wei-Yee              |
| 30                 | Indie             | Deepti Divakar                   |
| 31                 | Izrael            | Ninnette Asur                    |
| 32                 | Japonia           | Naomi Kishi                      |
| 33                 | Korea Południowa  | Lee Han-na                       |
| 34                 | Liban             | Zeina Joseph Challita            |
| 35                 | Malezja           | Cynthia Geraldine de Castro      |
| 36                 | Filipiny          | Suzette Nicolas                  |
| 37                 | Singapur          | Sushil Kaur Sandhu               |
| 38                 | Sri Lanka         | Sonya Elizabeth Tucker           |
| 39                 | Tajlandia         | Massupha Karbprapun              |
| 40                 | Lesotho           | Palesa Joyce Kalele              |
| 41                 | Zimbabwe          | Juliet Nyathi                    |
| AMERYKI            |                   |                                  |
| Numer Uczestniczki | Państwo           | Uczestniczka                     |
| 42                 | Argentyna         | Ana Helen Natali                 |
| 43                 | Aruba             | Gerarda Hendrine Jantiene Reopel |
| 44                 | Bahamy            | Monique Ferguson                 |
| 45                 | Bermudy           | Cymone Florie Tucker             |
| 46                 | Boliwia           | Carolina Diaz Mansour            |
| 47                 | Brazylia          | Maristela Silvia Grazzia         |
| 48                 | Kanada            | Earla Stewart                    |
| 49                 | Kajmany           | Donna Marie Myrie                |
| 50                 | Chile             | Susanna Bravo Indo               |
| 51                 | Kolumbia          | Nini Johanna Soto González       |
| 52                 | Kostaryka         | Sucetty Salas Quintanilla        |
| 53                 | Curaçao           | Mylene Mariela Gerard            |
| 54                 | Dominikana        | Josefina Maria Cuello Perez      |
| 55                 | Ekwador           | Lucia Isabel Vinueza Urjelles    |
| 56                 | Salwador          | Martha Alicia Ortiz              |
| 57                 | Gwatemala         | Beatriz Bojorquez Palacios       |
| 58                 | Honduras          | Xiomara Sikaffy Mena             |
| 59                 | Jamajka           | Sandra Angela Cunningham         |
| 60                 | Meksyk            | Doris Pontvianne Espinoza        |
| 61                 | Peru              | Olga Roxana Zumaran Burga        |
| 62                 | Portoryko         | Andrenira Ruiz Saenz             |
| 63                 | Surinam           | Joan Boldewijn                   |
| 64                 | Trynidad i Tobago | Rachel Ann Thomas                |
| 65                 | Stany Zjednoczone | Lisa Lynn Moss                   |
| 66                 | Urugwaj           | Silia Marianela Bas Carrese      |
| 67                 | Wenezuela         | Carmen Josefina Leon Crespo      |